# Minin e Požarskij

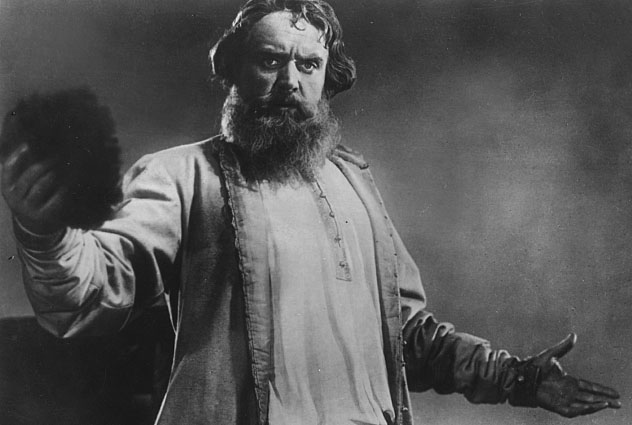
Boris Livanov in un fotogramma del film

Minin e Požarskij (Минин и Пожарский) è un film del 1939 diretto da Vsevolod Illarionovič Pudovkin e Michail Doller.

## Trama
Minin e Požarskij è un film storico ambientato nei primi anni del XVII secolo, durante la Guerra polacco-moscovita, che ebbe fra i protagonisti, da parte russa, il mercante Kuz'ma Minin e il principe Dmitrij Michajlovič Požarskij. 